# Museu Jueu de Tessalònica
El Museu Jueu de Tessalònica (en Judeocastellà, Museu Djudio de Salonik; en grec, Εβραϊκό Μουσείο Θεσσαλονίκης), també conegut com Museu de la Història Jueva (Μουσείο Εβραϊκής Παρουσίας στη Θεσσαλονίκη) és un museu de la ciutat de Tessalònica, al nord Grècia, que exhibeix la història de la comunitat jueva sefardita de la ciutat, antany de les més grans i influents d'Europa, i la vida quotidiana en l'única ciutat principal d'Europa que ha tingut mai majoria jueva. És un de tres museus jueus de Grècia, juntament amb el d'Atenes i el de Rodes.
El museu, inaugurat el 2001, és el resultat d'un pla desenvolupat per l'ajuntament de Tessalònica juntament amb la comunitat jueva de la ciutat, que va tenir com a objectiu convertir el llavors conegut com a Centre de la Història Jueva en un espai més accessible al públic, afegint material de col·leccions privades.

## Desenvolupament i arquitectura
L'edifici de l'museu va ser construït el 1904 per l'arquitecte italià Vitaliano Poselli, i en principi va ser la seu de Banc d'Atenes fins a 1925, quan es va convertir en seu del principal diari jueu de l'època, L'Independent, el qual va tancar definitivament el 1941 durant l'ocupació nazi. La restauració de l'edifici no es duria a terme fins a finals dels anys 1990, finançada per la recentment establerta Organització per la Capital Europea de la Cultura, Tessalònica 1997, tot i que no es completaria fins 2003.
En 2019 es va dur a terme una expansió important de l'museu, amb la incorporació de dos edificis adjacents, coneguts com la torre i l'ala nova, els quals es van unir a l'edifici principal per mitjà d'arcs des dels seus façanes, creant un pòrtic. La nova ala reunia a quatre nous espais, que incloïen la botiga de l'museu i un espai sobre història i arquitectura jueves en el període d'entreguerres.

## L'exhibició
A la planta baixa de l'museu s'exhibeixen pedres commemoratives i inscripcions encornadas en l'extensa necròpolis jueva que abans es trobava a l'est dels murs de la ciutat. Les acompanyen una sèrie de fotos que mostren l'aspecte d'aquest cementiri en 1914.
La part central de la primera planta narra la història de la presència jueva a Tessalònica des del segle III aC fins a la Segona Guerra Mundial. Les seves col·leccions reuneixen objectes i fotografies com l'Exposició Simon Marques titulada «Tessalònica, metròpolis sefardita». La galeria inclou una part de la col·lecció original, anterior a la inauguració de l'museu el 2001.
Una exhibició separada se centra en l'Holocaust i el seu significat per al judaisme tesalonicense (la major part de la comunitat, unes 49.000 persones, van ser deportades a camps d'extermini, on la majoria van perdre la seva vida).

## Altres activitats
El museu té una biblioteca amb importants llibres dels segles XVI a XX i un centre audiovisual on es projecten pel·lícules i documentals. També compta amb un centre d'investigació i documentació, que actualment s'encarrega de la digitalització de documents i fotos de les col·leccions pròpies de l'museu com també de material arxivat i de fonts externes. El seu objectiu és crear una base de dades completa que sigui accessible als visitants del museu.
En 2019 l'interès especial manifestat per part del cònsol general d'Alemanya a la ciutat, va propiciar la donació d'un avançat sistema de guiat pel públic mitjançant equip multimèdia, millorant l'experiència interactiva dels visitants.
El centre d'estudis i investigació se centra també en els orígens sefardites de la comunitat i la llengua parlada pels jueus de Tessalònica, el judeocastellà, i sobretot la variant local d'aquesta.